# HD 157753
HD 157753 är en dubbelstjärna belägen i den mellersta delen av stjärnbilden Altaret. Den har en kombinerad skenbar magnitud av ca 5,75 och är svagt synlig för blotta ögat där ljusföroreningar ej förekommer. Baserat på parallaxmätning inom Hipparcosuppdraget på ca 9,1 mas, beräknas den befinna sig på ett avstånd på ca 360ljusår (ca 110 parsek) från solen. Den rör sig närmare solen med en heliocentrisk radialhastighet på ca -9 km/s.

## Egenskaper
Primärstjärnan HD 157753 A är en orange till gul jättestjärna av spektralklass K2 III. Den har en radie som är ca 12 solradier och har ca 81 gånger solens utstrålning av energi från dess fotosfär vid en genomsnittlig effektiv temperatur av ca 4 600 K.
HD 157753 kan vara en astrometrisk dubbelstjärna och har som följeslagare en stjärna av skenbar magnitud 13, som ligger separerad med 31,5 bågsekunder (år 2000) vid en positionsvinkel av 356.